# Aran (rivière)
Pour les articles homonymes, voir Aran et Joyeuse.
L'Aran(e), en basque Harana, également surnommée Joyeuse, est une rivière du Pays basque français (Pyrénées-Atlantiques), affluent gauche de l'Adour.

## Hydronymie
Aran est issu du basque Haran(a) « (la) vallée » (cf. Val d'Aran). 
La perte du h initial est typique de la gasconisation du nom.
On réservera son surnom de Joyeuse à l'affluent de la Bidouze.

## Géographie
L'Aran(e) naît au pied du Baigura à Heraitze (Hélette), contourne Aintxartea pour passer sous Atezain.
Elle collecte à Mendionde les eaux en provenance de Macaye. Elle chemine au pied du château de Garro, de l'ancien moulin d'Haltzuia, par Bonloc, puis La Bastide-Clairence et l'abbaye de Belloc pour se jeter dans l'Adour à Urt. Sa longueur est de 48,4 km.

## Aménagements
Cette rivière aux nombreux méandres rejoint l'Adour au lieu-dit Port du Vern. Ce point de jonction privilégié, en bordure du chemin de halage, abritait les « Chantiers Lamagdelaine ». Les noms de galupe, gabare et couralin désignaient les embarcations utilisées pour le transport du bétail, de la pierre venue de Bidache, ou encore pour le mode de déplacement des pêcheurs d'Urt.
Non loin de la limite administrative entre le régime fluvial et maritime, fixée par les Affaires maritimes de Bayonne (Cf. le pont d'Urt sur l'Adour édifié par G. Eiffel), l'Aran abrite un écosystème où se côtoient aussi bien le brochet, la carpe, le sandre, l'anguille que la plie (ou carrelet), l'alose, la lamproie, le mulet et le loup (bar). On n'oubliera pas, en saison, le saumon et la civelle.

## Département et communes traversés
- Pyrénées-Atlantiques : Hélette, Mendionde, Bonloc, Ayherre, Hasparren, La Bastide-Clairence, Bardos et Urt. Soit en termes de cantons, elle prend sa source dans le canton d'Iholdy, puis traverse les canton de Hasparren, canton de Bidache, canton de Saint-Martin-de-Seignanx et conflue dans le canton de La Bastide-Clairence.

## Principaux affluents
- Hazketa